# Анса
Анса (исп. Anzá) — город и муниципалитет на западе Колумбии, на территории департамента Антьокия. Входит в состав субрегиона Западная Антьокия.

## История
Поселение, из которого позднее вырос город, было основано 6 декабря 1757 года. Муниципалитет Анса был выделен в отдельную административную единицу в 1813 году.

## Географическое положение

Муниципалитет Анса

Город расположен в юго-западной части департамента, в левобережной части долины реки Каука, на расстоянии приблизительно 27 километров к западу от Медельина, административного центра департамента. Абсолютная высота — 389 метров над уровнем моря.

Муниципалитет Анса граничит на севере с муниципалитетом Санта-Фе-де-Антьокия, на востоке — с муниципалитетом Эбехико, на юге — с муниципалитетами Армения и Бетулия, на западе — с муниципалитетом Уррао, на северо-западе — с муниципалитетом Кайседо. Площадь муниципалитета составляет 253 км².

## Население
По данным Национального административного департамента статистики Колумбии, совокупная численность населения города и муниципалитета в 2012 году составляла 7529 человек.
Динамика численности населения муниципалитета по годам:
| 2005 | 2006 | 2007 | 2008 | 2009 | 2010 | 2011 | 2012 |
| ---- | ---- | ---- | ---- | ---- | ---- | ---- | ---- |
| 7415 | 7433 | 7451 | 7468 | 7484 | 7500 | 7515 | 7529 |

Согласно данным переписи 2005 года мужчины составляли 51,7 % от населения Ансы, женщины — 48,3 %. В расовом отношении белые и метисы составляли 99,5 % от населения города; негры, мулаты и райсальцы — 0,5 %.
Уровень грамотности среди всего населения составлял 75,1 %.

## Экономика
Основу экономики Ансы составляют сельскохозяйственное производство, рыболовство и добыча полезных ископаемых (золота и гипса). На территории муниципалитета выращивают кофе, кукурузу, бананы, манго, юкку и другие культуры. Развито скотоводство. 59 % от общего числа городских и муниципальных предприятий составляют предприятия торговой сферы, 27,3 % — предприятия сферы обслуживания, 13 % — промышленные предприятия, 0,7 % — предприятия иных отраслей экономики.